# Eutelsat 59A
O Eutelsat 59A (anteriormente chamado de Atlantic Bird 1, Eutelsat 12 West A e Eutelsat 36 West A) foi um satélite de comunicação geoestacionário europeu construído pela Alenia Spazio que foi operado pela Eutelsat S.A. (Anteriormente Organização Europeia de Telecomunicações por Satélite, Eutelsat). No final de sua vida útil, ele esteve localizado na posição orbital de 59,2 graus de longitude leste, distribuindo televisão. O satélite foi baseado na plataforma GeoBus (Italsat Bus) e sua expectativa de vida útil era de 15 anos. Ele saiu de serviço em outubro de 2018 e foi enviado para a órbita cemitério.

## História
O satélite foi lançado 2002 sob o nome de Atlantic Bird 1, mas como em 1 de março de 2012 a Eutelsat adotou uma nova designação para sua frota de satélites, todos os satélites do grupo assumiram o nome Eutelsat associada à sua posição orbital e uma letra que indica a ordem de chegada nessa posição, então o satélite Atlantic Bird 1 tornou-se o Eutelsat 12 West A. Em 2016, foi movido para a posição orbital de 36 graus de longitude oeste e foi renomeado para Eutelsat 36 West A.
Em março de 2018, o satélite foi realocado para posição orbital de 59 graus leste e foi rebatizado para Eutelsat 59A. Em agosto do mesmo ano ele foi colocado em órbita inclinada, onde permaneceu até o mês de outubro quando foi descomissionado e transferido para a órbita cemitério.

## Lançamento
O satélite foi lançado com sucesso ao espaço no dia 28 de agosto de 2002, às 22:45 UTC, por meio um veículo Ariane-5G (voo 155) a partir do Centro Espacial de Kourou, na Guiana Francesa, juntamente com os satélites MSG-1 e MFD. Ele tinha uma massa de lançamento de 2.600 kg.

## Capacidade e cobertura
O Eutelsat 59A era equipado com com 34 transponders de banda Ku para fornecer serviços de telecomunicação para a Europa e América.